# Реккерсхаузен
Реккерсхаузен (нем. Reckershausen) — община в Германии, в земле Рейнланд-Пфальц. 
Входит в состав района Рейн-Хунсрюк. Подчиняется управлению Кирхберг.  Население составляет 376 человек (на 31 декабря 2010 года). Занимает площадь 8,19 км².

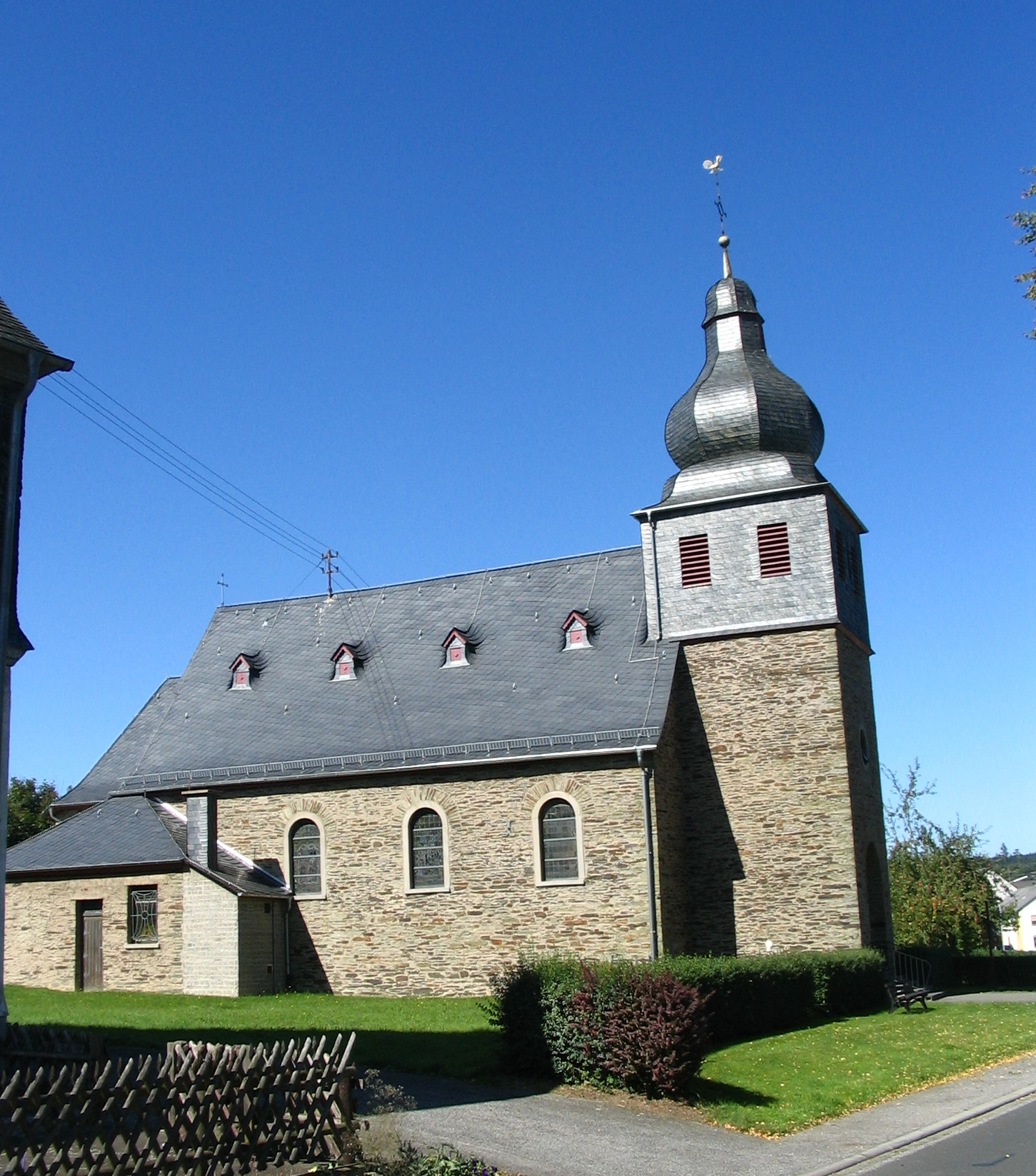
Церковь